# Melek Mosso
Melek Davarcı, dite Melek Mosso, est une auteure-compositrice-interprète et musicienne turque, née le 11 novembre 1988 à Kayseri.

## Biographie
Née le 11 novembre 1988 à Kayseri, elle commence la musique à l'âge de sept ans en réalisant sa première composition. À l'âge de neuf ans, elle prend des cours de bağlama et de musique folklorique turque au conservatoire municipal de Denizli. Elle poursuit ensuite ses études au lycée des Beaux-Arts où elle apprend à jouer de la flûte traversière. Elle effectue ses études universitaires à l'université Adnan Menderes, faculté d'éducation, département d'éducation musicale. Elle a travaillé comme choriste et soliste tout au long de sa formation,.
Après avoir terminé ses études, elle s’installe à Istanbul et se fait connaitre en jouant de la musique sur la ligne Kadıköy - Beşiktaş. Elle donne également des cours particuliers de piano, de flûte traversière, de solfège et d'harmonie. Elle remporte des prix en participant à divers concours de musique puis se produit sur diverses scènes avec son groupe « Zbam The Band », fondé avec des amis musiciens, et qui interprète des musiques conceptuelles swing et jazz.

## Carrière
En 2015, elle se fait connaître en participant à l'émission O Ses Türkiye.
La vidéo de sa réinterprétation de la chanson Vursalar Ölemem de Yıldız Tilbe a atteint plus de 100 millions de vues.
C'est avec la chanson Hiç Işık Yok (There No Light), créée en 2017 en collaboration avec le rappeur No. 1, qu'elle connait son premier grand succès. La reprise de cette chanson par la série télévisée Çukur lui confère une grande notoriété.
Un an plus tard, elle sort son premier single solo : Kedi (Cat) qu'elle a écrit et composé et qui a été largement diffusé à la radio. La même année, elle enregistre avec le rappeur Ozbi (en) la chanson Hadi Gittik, qui connait également le succès.
Elle s'est par la suite illustrée avec d'autres tubes comme Vursalar Ölemem, Keklik Gibi ou Hayatim Kaymis.
En 2020, elle publie son premier Extended Play comportant la chanson Doğum Günü. L'année suivante, elle sort un deuxième EP.
Parallèlement, Melek Mosso collabore avec d'autres artistes turcs comme Tan Taşçı (tr), Cem Adrian ou Haluk Levent (en).

### Contretemps
En 2022, le concert qu'elle devait donner le 3 juin à Isparta a été annulé, la mairie cédant à la pression d'un mouvement conservateur qui s'émouvait de sa liberté vestimentaire. Les chanteuses Funda Arar (en) et Derya Uluğ (tr) qui devaient se produire avec elle ont décidé de ne pas s'y rendre.

## Discographie

### EP
- 2020 : Melek Mosso
- 2021 : Sonrası Kalır

### Album en concert
- 2021 : Tan Taşçı ve Konukları: Evde Yılbaşı (avec Tan Taşçı (tr), Rubato et Hakan Aysev)

### Singles
- 2016 : Taksi (mit No.1)
- 2017 : Hiç Işık Yok (avec No.1)
- 2018 : Keciler (avec Veys Colak)
- 2018 : Kedi
- 2018 : Gölgen Yeter
- 2018 : Hadi Gittik (avec Ozbi (en))
- 2019 : Keklik Gibi
- 2019 : Vursalar Ölemem
- 2019 : Sarıla Sarıla
- 2019 : Bana Sorma (avec Cem Adrian)
- 2020 : Gönül Gözü
- 2020 : Doğum Günü
- 2020 : Tükettim (avec S4hir)
- 2020 : Duman Oldum (avec Maestro)
- 2020 : Unutan Kazanır
- 2020 : Kanto (Bana Bir Koca Lazım)
- 2020 : Cumartesi Türküsü
- 2020 : Yalan (avec Aras)
- 2020 : Kurtuldun Dediler
- 2021 : Yarım Kalan Sigara (mit No.1)
- 2021 : Kızgınım
- 2021 : Ağlarsam
- 2021 : Gel Desem De Gelme (mit Aras)
- 2021 : Zülüf (avec Tan Taşçı (tr))
- 2021 : Parayla Saadet Olmaz
- 2021 : Hayatım Kaymış
- 2021 : Kirpiklerin
- 2021 : Kimsenin Kimsesi (avec Veys Colak)
- 2022 : Karanfil
- 2022 : Yıllar Affetmez
- 2022 : Vazgeç Gönlüm
- 2022 : Sabahçı Kahvesi